# Злива (песня)
«Злива» (с укр. — «Ливень») — сингл украинских исполнителей Андрея Хлывнюка и Джамалы, который был представлен накануне годовщины начала Евромайдана на Украине на тематическом форуме в Мыстецком арсенале, посвящённом событиям того года. Песня стала саундтреком к фильму «Зима, что нас изменила» и проекта TCH — «94 дня. Евромайдан глазами ТСН».

## Музыкальное видео
Видеоклип к песне был создан командой ТСН. Видео для композиции было подобрано из хроники событий Евромайдана — от ноября 2013 по февраль 2014 года (использованы материалы ТСН и проекта BABYLON’13 — «Зима, что нас изменила»). Были использованы, в частности, некоторые события: тысячи огней во время концерта «Океана Эльзы» 14 декабря, столкновения на улице Грушевского, расстрел Небесной сотни на улице Институтской.

## Участники записи
- Андрей Хлывнюк — вокал, автор песни
- Джамала — вокал
- Дмитрий Шуров — композитор, клавиши
- Евгений Костиц — барабаны
- Эрика Слободенюк — бас-гитара
- Сергей Еременко — гитара

## Награды
| Год  | Награда | Номинированная работа | Категория    | Результат |
| ---- | ------- | --------------------- | ------------ | --------- |
| 2016 | «YUNA»  | «Злива»               | Лучший дуэт  | Победа    |
| 2016 | «YUNA»  | «Злива»               | Лучшая песня | Победа    |